# 신안 도창리 고분
신안 도창리 고분(新安 道昌里 古墳)은 대한민국 전라남도 신안군 장산면 도창리에 있는 고분이다. 1987년 6월 1일 전라남도의 기념물 제107호로 지정되었다.

## 개요
전라남도 신안군 도창리 마을 독서회관을 세우다가 발견된 널방(현실)과 널길(연도)이 있는 백제의 돌방무덤(석실분)이다.
천장은 커다란 판돌로 벽면을 세우고 그 위에 괴임돌을 얻어 천장의 공간을 좁게 한 후 천장돌을 덮은 꺾임천정이다. 이러한 형식은 백제가 부여로 수도를 옮긴 후인 7세기 중엽부터 백제 존속기간까지 지배계급의 무덤 형식으로 쓰였다.
신안 도창리무덤은 전남지방에서는 유일하게 발견된 것으로 이 지역 백제무덤 연구에 중요한 자료가 되고 있다.

## 참고 자료
- 신안도창리고분 - 국가유산청 국가유산포털